# Триллиум камчатский
Три́ллиум камча́тский, или Триллиум ромболи́стный (лат. Tríllium camschatcénse) — травянистое растение; вид рода Триллиум семейства Мелантиевые.
Синонимы:
- Trillium rhombifolium Kom. (non Raf.)
- Trillium kamtschaticum Pall.
- Trillium obovatum (non Pursh) Kunth p.p.)

## Распространение и среда обитания
Распространён на Камчатке, Сахалине, в Амурской области и в Японии.
Растёт в каменноберёзовых лесах, зарослях крупнотравья, сырых лугах, по окраинам болот, до 800 м над уровнем моря.

## Ботаническое описание
Многолетник до 50 см высотой с толстым корневищем. Стебель прямой, на самой верхушке с мутовкой из трёх простых, цельных овально-ромбических остроконечных листьев 7—14 см длиной, 5—12 см шириной.
Цветки актиноморфные одиночные тройчатые, наружные доли околоцветника зелёные, внутренние белые.
Плод — широкоовальная буровато-зелёная коробочка, съедобен.

## Охранный статус
Постановлением правительства Хабаровского края от 27.10.2006 № 163-ПР триллиум камчатский занесён в Красную книгу Хабаровского края.

## В культуре
Требует при выращивании постоянно влажных, но очень лёгких песчаных, хорошо дренированных грунтов.